# Dvärgdarrgräs
Dvärgdarrgräs (Briza minor) är en gräsart som beskrevs av Carl von Linné. Enligt Catalogue of Life ingår Dvärgdarrgräs i släktet darrgrässläktet och familjen gräs, men enligt Dyntaxa är tillhörigheten istället släktet darrgrässläktet och familjen gräs. Arten förekommer tillfälligt i Sverige, men reproducerar sig inte. Inga underarter finns listade i Catalogue of Life.

## Bildgalleri

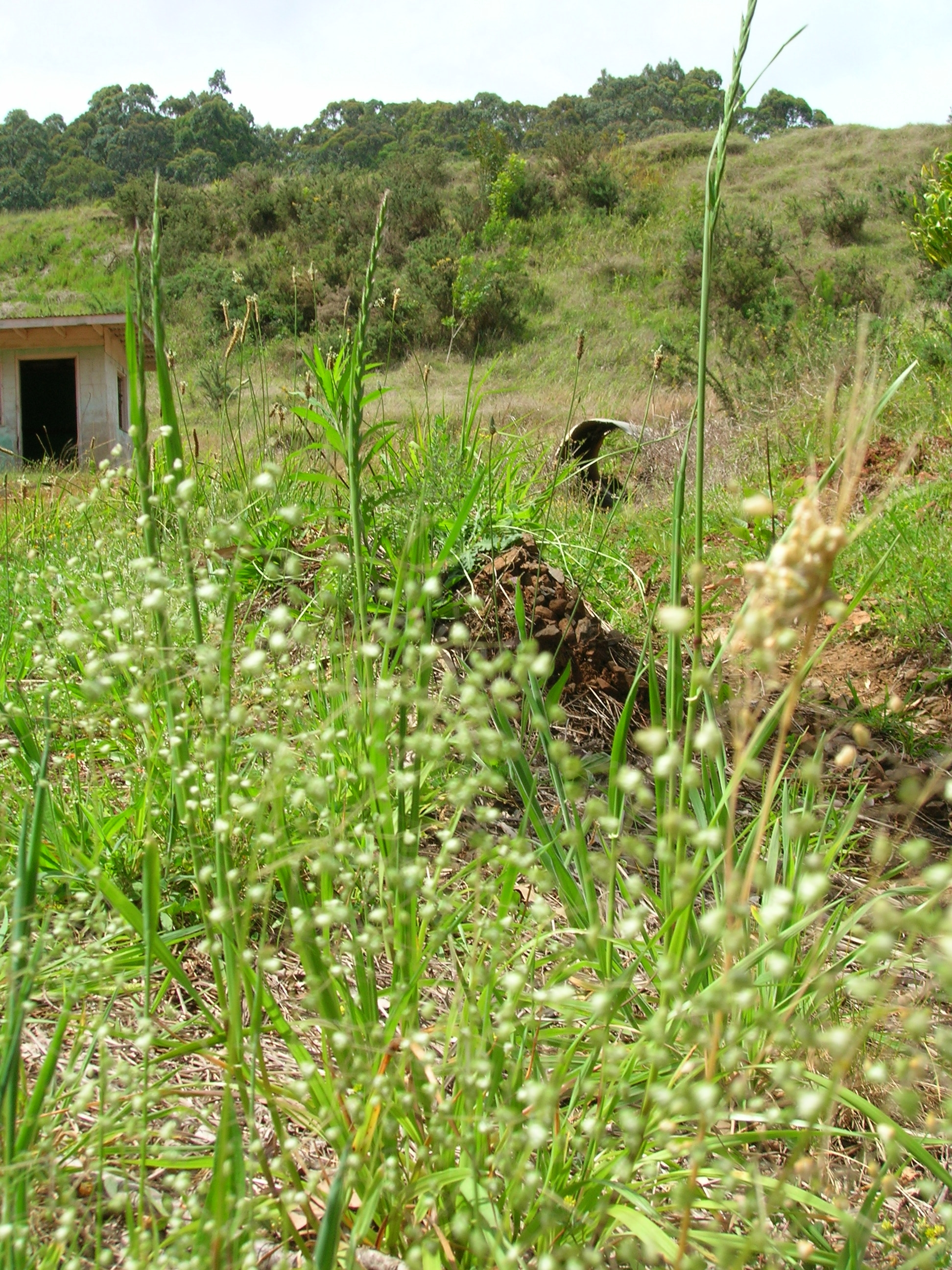
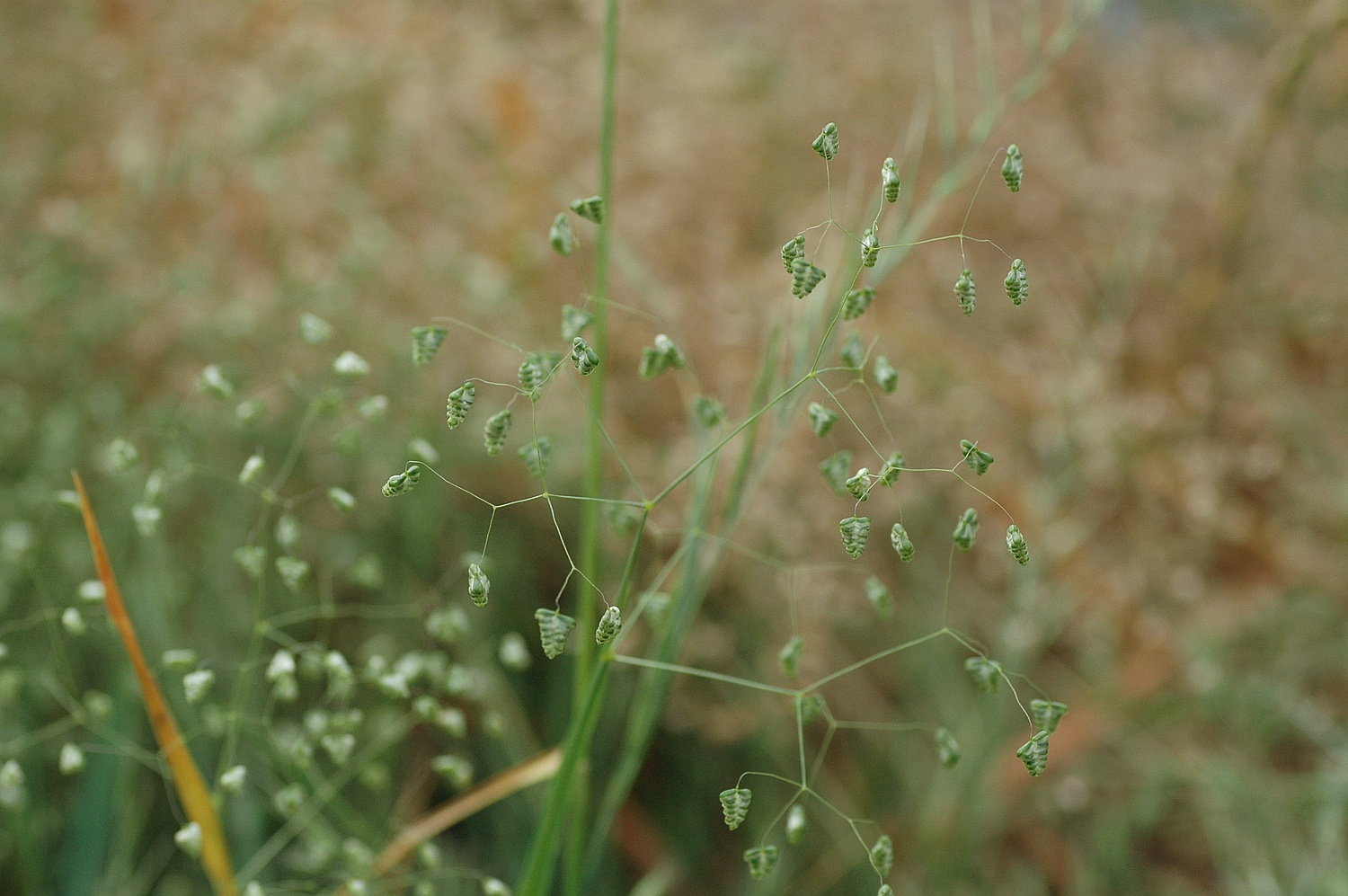
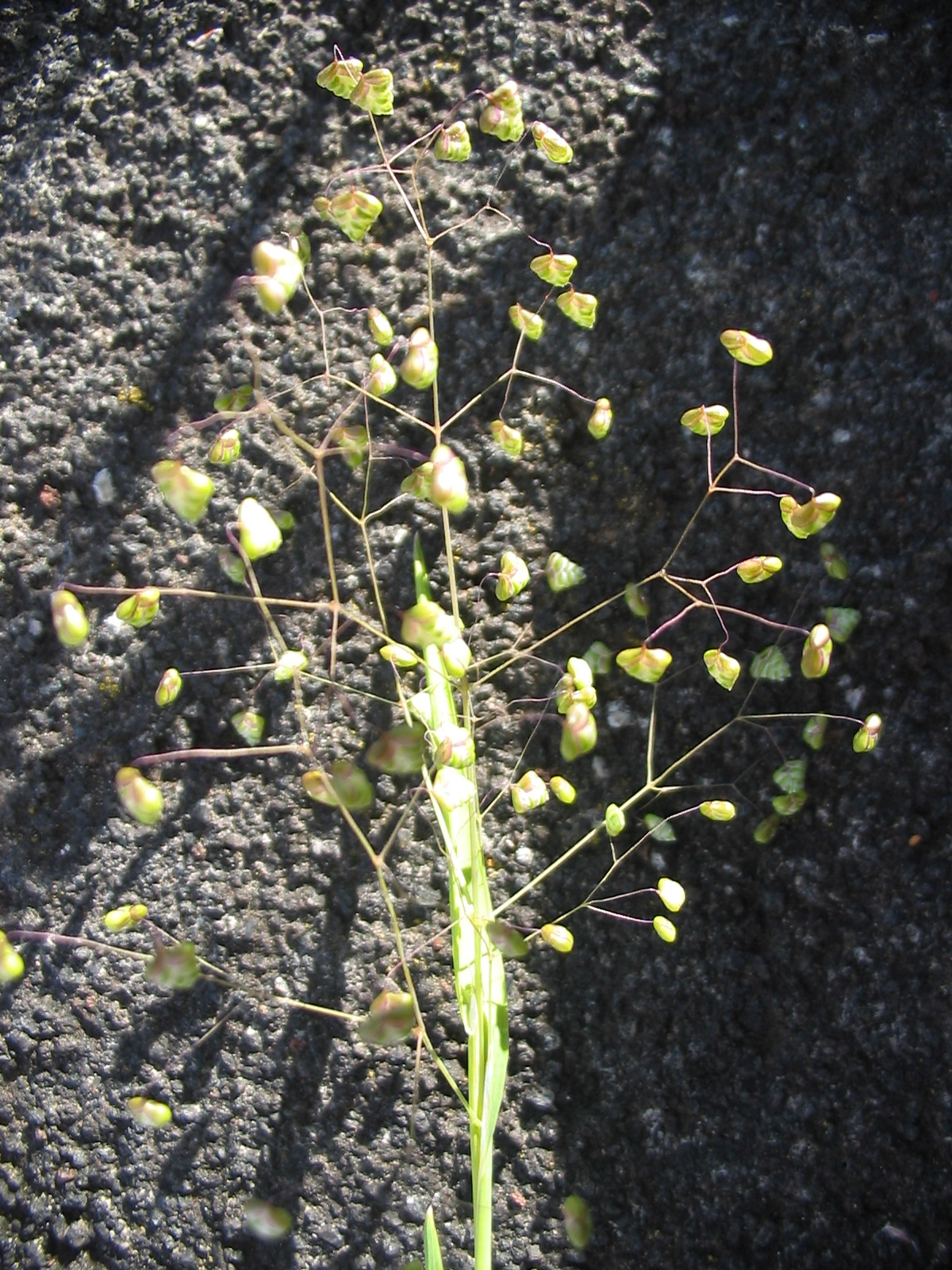
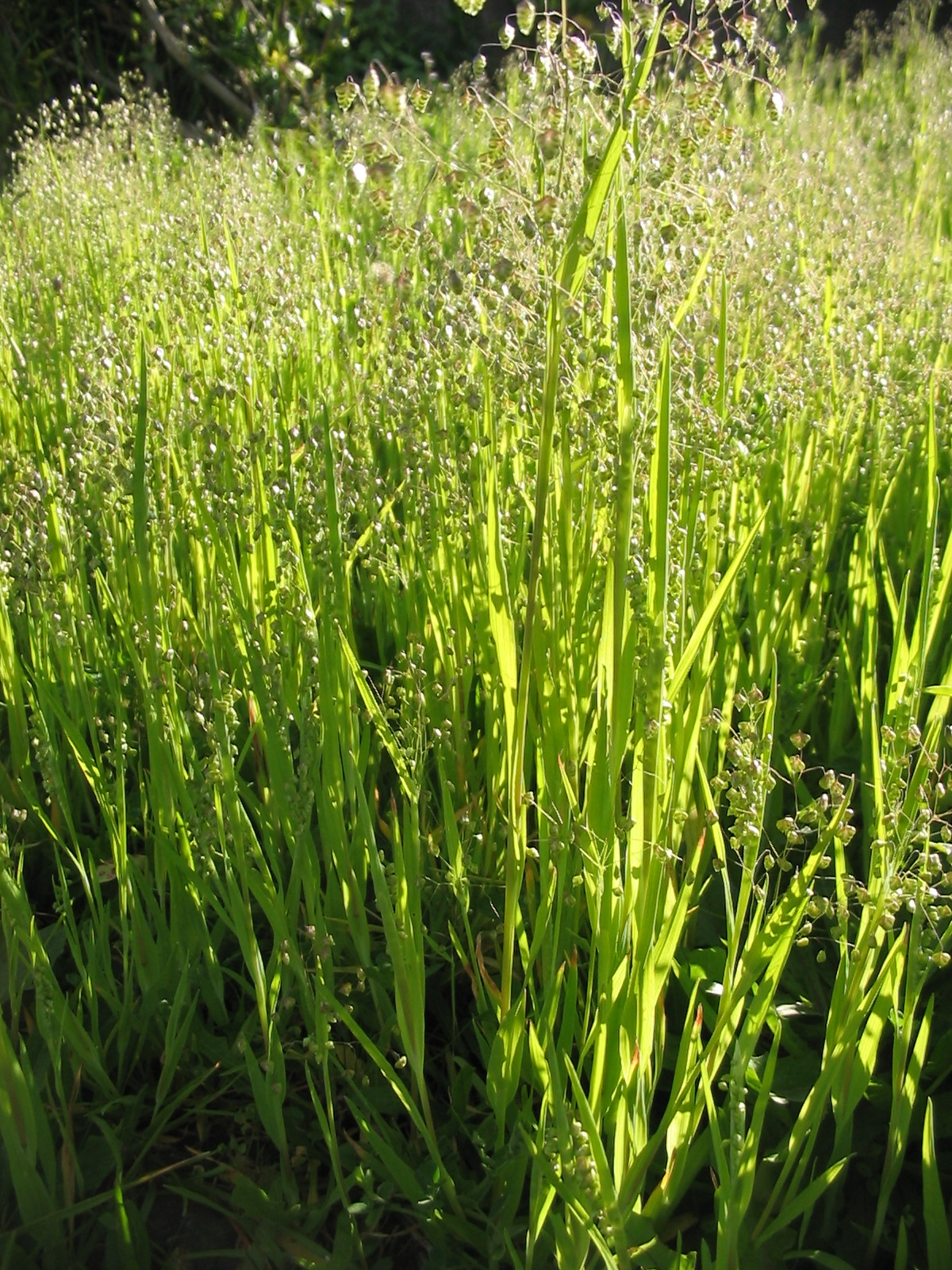
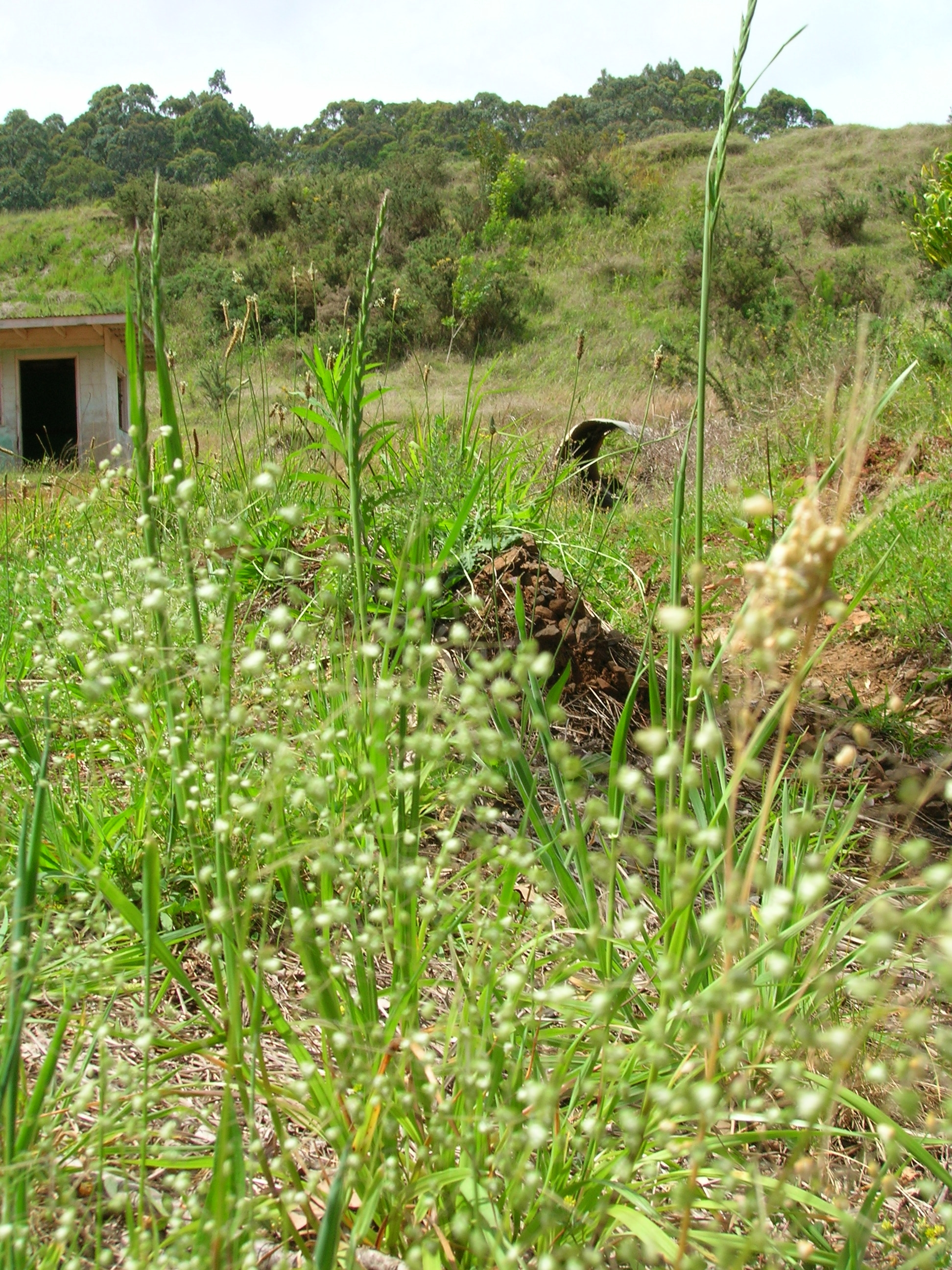
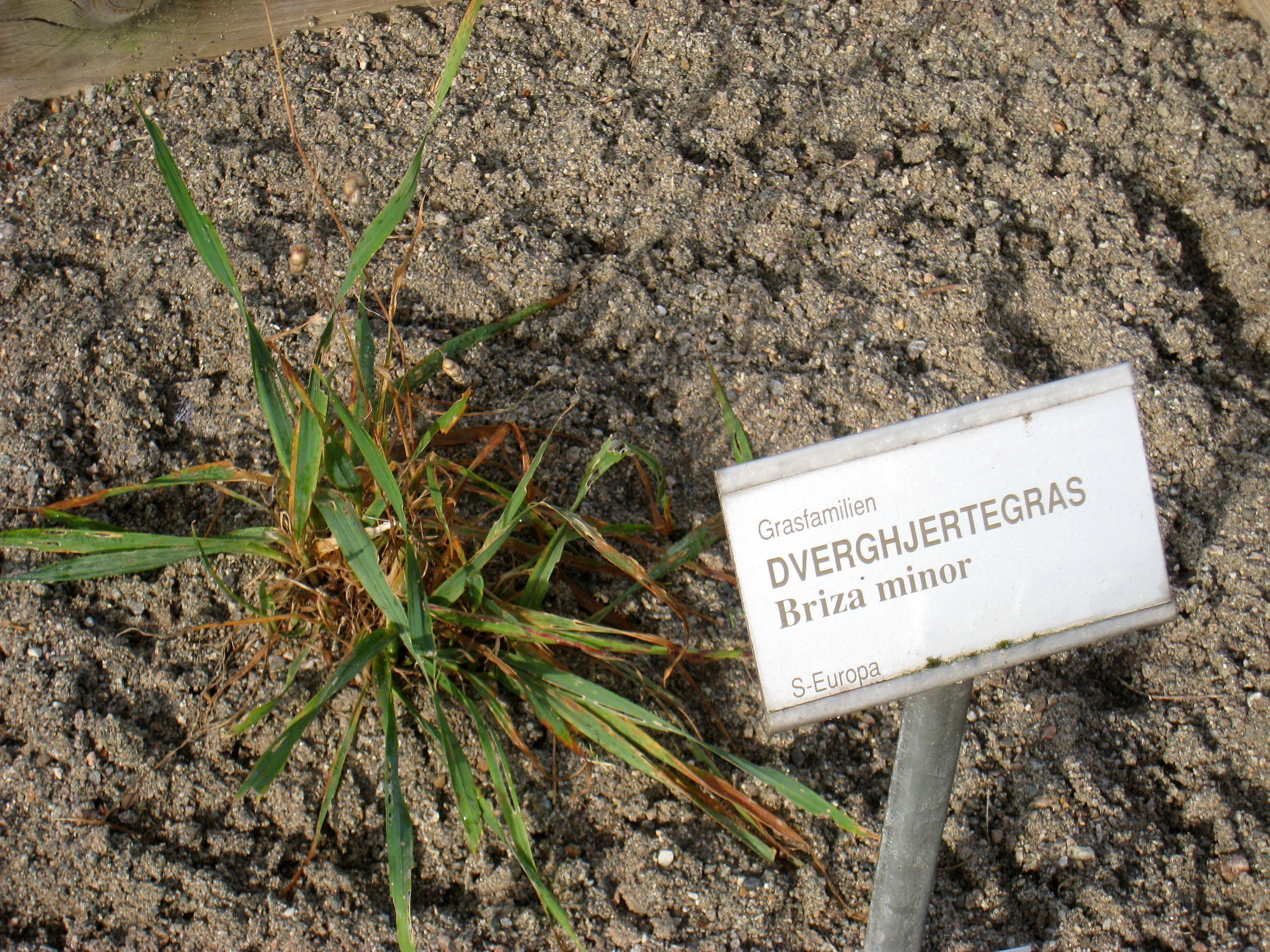